# GIVE ME FIVE! (EP)
《GIVE ME FIVE!》(중국어 간체자: 青春的约定, 병음: qīngchūn de yuēdìng 칭춘더웨딩[*], 일본어: 青春的約定 칭춘토유에팅[*], 한국 한자: 靑春的約定 청춘적약정)은 중국의 걸 그룹 SNH48의 여섯 번째 미니 음반이다. 나인스타일 뮤직에서 2015년 1월 15일에 발매됐다.

## 개요
가사는 학생의 졸업이라는 세계관은 공통되어 있지만 원곡의 가사와 내용은 거의 다르게 되어 있다. 노래의 센터 포지션은 자오자민이다. 특전으로 생사진(랜덤으로 1장)과 악수회 참가권, 체키회 참가권, 가위바위보 대회 참가권이 들어 있다.

## 수록곡
| #            | 제목                                  | 작사                                     | 작곡              | 편곡         | 음악가 | 재생 시간 |
| ------------ | ------------------------------------- | ---------------------------------------- | ----------------- | ------------ | ------ | --------- |
| 1.           | 〈GIVE ME FIVE!〉 (青春的约定)        | 간스자(중국어 개사), 아키모토 야스시     | 사사부치 다이스케 |              | 5:00   |           |
| 2.           | 〈지금을 이용한 고백〉 (告白趁现在)   | 황팅(중국어 개사), 아키모토 야스시       | 이타가키 유스케   | 2014 TOP16   | 4:01   |           |
| 3.           | 〈만유인력〉 (万有引力)               | 상해성사파(중국어 개사), 아키모토 야스시 | 하라다 나오       | 팀HII        | 3:30   |           |
| 4.           | 〈너가 좋으니까〉 (因为喜欢你)        | 상해성사파(중국어 개사), 아키모토 야스시 | 오다 테츠로       | 팀NII        | 4:06   |           |
| 5.           | 〈꿈의 강〉 (梦之河)                  | 상해성사파(중국어 개사), 아키모토 야스시 | 스기야마 카츠히코 | 팀SII        | 4:32   |           |
| 6.           | 〈GIVE ME FIVE!〉 (Instrumental)      |                                          | 사사부치 다이스케 |              | 5:00   |           |
| 7.           | 〈지금을 이용한 고백〉 (Instrumental) |                                          | 이타가키 유스케   |              | 4:01   |           |
| 8.           | 〈만유인력〉 (Instrumental)           |                                          | 하라다 나오       |              | 3:30   |           |
| 9.           | 〈너가 좋으니까〉 (Instrumental)      |                                          | 오다 테츠로       |              | 4:06   |           |
| 10.          | 〈꿈의 강〉 (Instrumental)            |                                          | 스기야마 카츠히코 |              | 4:32   |           |
| 총 재생 시간 | 총 재생 시간                          | 총 재생 시간                             | 총 재생 시간      | 총 재생 시간 | 42:18  |           |

특전
- 가사 책 1권
- 생사진(총 86장 중에서 랜덤 1장)
- 개별 악수권 1장
- 가위바위보 대회 참가권 1장

## 선발 멤버

### GIVE ME FIVE!
(센터: 자오자민)
- 팀SII: 천관후이, 리위치, 모한, 추신이, 우저한, 쉬자치, 자오자민, 장위거
- 팀NII: 궁스치, 쥐징이, 린쓰이, 루팅, 완리나, 이자아이, 자오웨, 쩡옌펀

### 지금을 이용한 고백
(센터: 우저한)
- 팀SII: 천관후이, 천쓰, 다이멍, 쿵샤오인, 리위치, 모한, 추신이, 우저한, 쉬천천, 자오자민, 장위거
- 팀NII: 쥐징이, 리이퉁, 궁스치, 이자아이

### 만유인력
(센터: 천이신)
- 팀HII: 천이신, 리더우더우, 류중란, 린난, 류페이신, 리칭양, 왕바이숴, 왕루, 우옌원, 쉬한, 셰니, 쉬이런, 쉬양이줘, 양후이팅, 양인위, 장신

### 네가 좋으니까
(센터: 쥐징이)
- 팀NII: 천자잉, 둥옌윈, 펑신둬, 궁스치, 황팅팅, 허샤오위, 쥐징이, 린쓰이, 루팅, 리이퉁, 멍웨, 탕안치, 이자아이, 쩡옌펀

### 꿈의 강
(센터: 모한)
- 팀SII: 천관후이, 천쓰, 다이멍, 쿵샤오인, 모한, 첸베이팅, 추신이, 쑨루이, 원징제, 우저한, 쉬천천, 쉬자치, 위안위전, 자오자민, 장위거